# Forêt-la-Folie
Forêt-la-Folie är en kommun i departementet Eure i regionen Normandie i norra Frankrike. Kommunen ligger i kantonen Écos som tillhör arrondissementet Les Andelys. År 2018 hade Forêt-la-Folie 485 invånare.

## Befolkningsutveckling
Antalet invånare i kommunen Forêt-la-Folie
Referens:INSEE